# Национальное агентство геопространственной разведки
Национальное агентство геопространственной разведки (англ. National Geospatial-Intelligence Agency, NGA) — правительственное агентство США, в задачи которого входит обеспечение военных, государственных и гражданских пользователей данными видовой разведки и картографической информацией. Входит в разведывательное сообщество США.
Штаб-квартира NGA находится в Спрингфилде, штат Вирджиния, но большинство структур Агентства сосредоточены в Вашингтоне и Сент-Луисе (Миссури), кроме того, имеется ряд подразделений по всему миру. До 2011 года штаб-квартира NGA располагалась в Бетесде, штат Мэриленд, в 2011 году штаб-квартира была переведена в специально построенное здание близ форта Бельвуар в округе Фэрфакс, штат Вирджиния. Нынешнее здание штаб-квартиры имеет площадь 214 тысяч кв.м. и является третьим по величине зданием правительственных учреждений в Вашингтоне, размеры его атриума таковы, что там может разместиться Статуя Свободы.
Численность персонала и бюджет Агентства засекречены, по некоторым оценкам, бюджет составляет примерно 1,5 млрд долларов, а штат насчитывает около 9 тысяч сотрудников, из которых 3 тысячи работают в штаб-квартире, около 1000 — в Вашингтоне, остальные — на других площадках.
Директором агентства с 3 октября 2014 является Роберт Кардилло.

## История

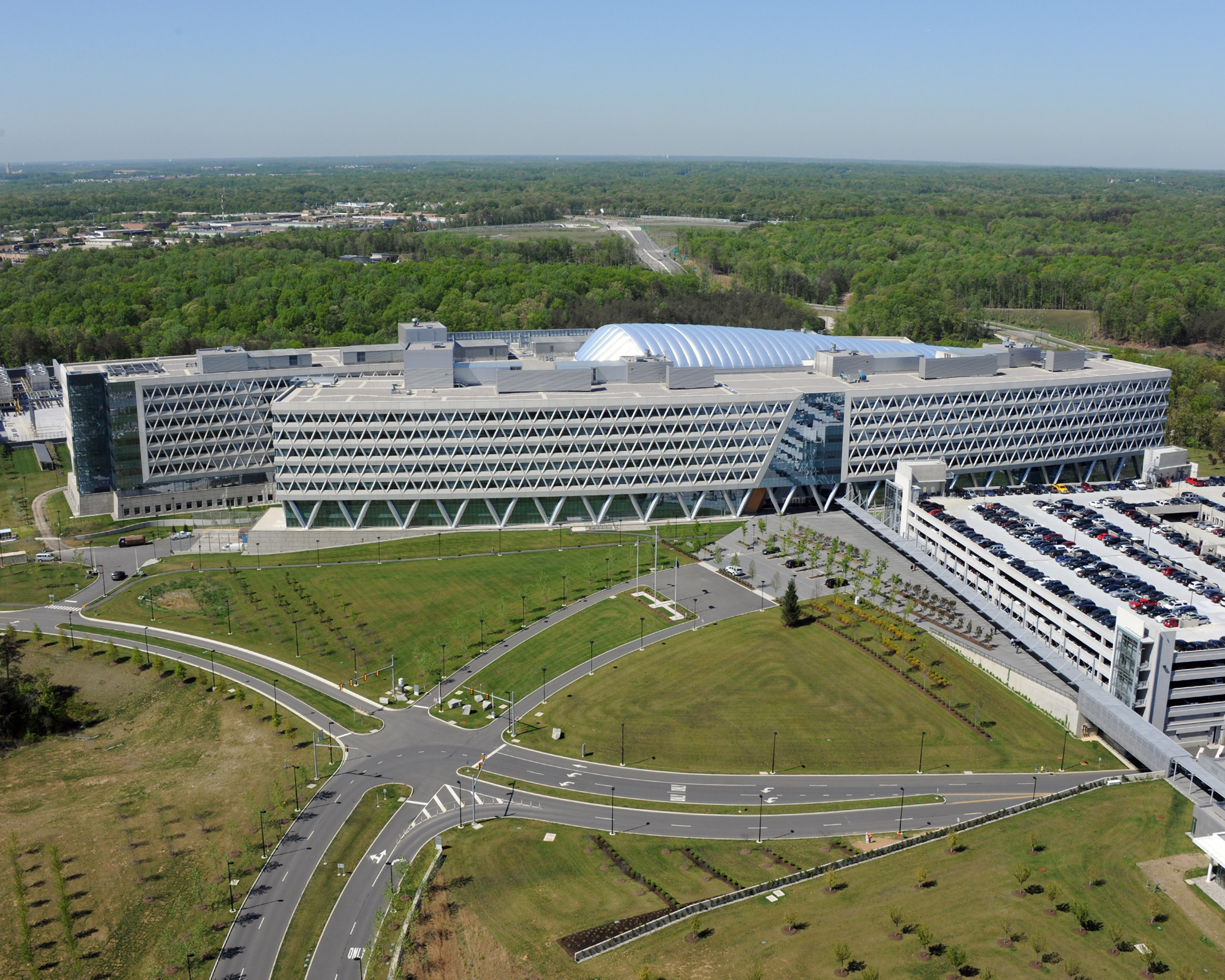
Штаб-квартира Агентства, Восточный комплекс, в Спрингфильде, Вирджиния.

Национальное агентство геопространственной разведки является преемником ряда служб, занимавшихся созданием картографической продукции для нужд армии США, наиболее известными среди которых являются:
- Военное картографическое управление (англ. Defense Mapping Agency, DMA), созданное 1 января 1972 для консолидации деятельности всех подразделений вооруженных сил Соединенных Штатов по составлению карт;
- Национальный центр дешифрования фотоснимков (англ. National Photographic Interpretation Center, NPIC), созданный по распоряжению президента Д.Эйзенхауэра в 1961. NPIC был подразделением Директората по науке и технике ЦРУ и специализировался на обработке изображений[3].

Деятельность DMA и NPIC длилась до середины 1990-х, когда руководство армии и разведывательного сообщества США не пришло к выводу о необходимости реорганизации этих служб в единое ведомство.
28 ноября 1995 министр обороны США Уильям Перри, директор ЦРУ Джон Дейч и председатель Объединённого комитета начальников штабов генерал Джон Шаликашвили направили совместное письмо в адрес Конгресса США, в котором просили американских законодателей одобрить создание ещё одной разведывательной структуры — Национального агентства видовой и картографической информации (англ. National Imagery and Mapping Agency, NIMA), и излагали концепцию нового разведывательного ведомства. После года проработки и согласования идея получила одобрение, и 1 октября 1996 Агентство приступило к работе.
Новая спецслужба была образована путём слияния Военного картографического управления, Центрального управления видовой информации (Central Imagery Office), Отдела распространения оборонной информации (Defense Dissemination Program Office) и Национального центра расшифровки фотоснимков. Помимо этого, часть персонала Агентства была переведена туда из РУМО, Национального управления военно-космической разведки и Военного управления воздушной разведки (Defense Airborne Reconnaissance Office).
Считается, что именно благодаря предоставленной Агентством неточной информации китайское посольство в Белграде 7 мая 1999 года было поражено американской ракетой, что вызвало международный скандал и способствовало значительному охлаждению отношений между Китаем и США. Некоторые обозреватели считают, что это была не ошибка, а сознательная провокация. В пользу этой версии говорит тот факт, что после злополучного инцидента никто из руководящих сотрудников Агентства не был уволен в отставку.
24 ноября 2003 Национальное агентство видовой и картографической информации было переименовано в Национальное агентство геопространственной разведки (англ. National Geospatial-Intelligence Agency) для более точного отражения характера деятельности Агентства.
В период, когда Агентством руководил Джеймс Клеппер (2001—2006), приоритеты деятельности Агентства были смещены на ведение наблюдений, а не разведки, а также получило развитие изготовление изображений на коммерческой основе, наряду с компаниями DigitalGlobe и GeoEye.

## Организационная структура
Хотя Агентство организационно входит в структуру министерства обороны, возглавляющий его директор имеет двойное подчинение — министру обороны и директору ЦРУ.
Первым директором Агентства был контр-адмирал Джозеф Дж. Дэнтоун младший (Joseph J. Dantone), в своё время командовавший силами ВМФ США, участвовавшими в «миротворческой операции» в Сомали. С 3 октября 2014 года Агентство возглавляет Роберт Кардилло.
Помимо директора, в руководство Агентства входят:
- Заместитель (фактически — 1-й заместитель) директора.
- Исполнительный директор.
- Технический директор.

К штабным структурам Агентства относятся:
- Отдел генерального советника.
- Отдел генерального инспектора.
- Отдел международной политики.
- Протокольный отдел.
- Общий отдел.
- Отдел равных служебных возможностей.
- Коммерческий отдел.
- Центральный отдел постановки задач по видовой разведке.
- Командный центр.
- Секретариат.

К штабу Агентства также постоянно прикомандирован представитель Национального управления военно-космической разведки в ранге специального помощника директора.
Рабочие органы Агентства составляют восемь директоратов, из которых три являются основными и пять — вспомогательными.
- Основные:
  - Директорат анализов и продукции.
  - Директорат закупок.
  - Директорат инноваций.
- Вспомогательные:
  - Финансовый директорат.
  - Директорат кадровых ресурсов.
  - Директорат информационных служб.
  - Директорат внутренней безопасности и установочных операций.
  - Учебно-теоретический директорат (Training and Doctrine Directorate).

Для подготовки кадров при Агентстве действует специальное учебное заведение — Национальный колледж видовой и картографической информации. Однако все данные о нём строго засекречены.

## Директора Агентства
| Директор                                        | Пребывание в должности              |
| ----------------------------------------------- | ----------------------------------- |
| Контр-адмирал Дэнтоун, Джозеф Джек младший      | 1 октября 1996 — март 1998          |
| Генерал-лейтенант Джеймс Кинг                   | март 1998 — сентябрь 2001           |
| Генерал-лейтенант ВВС в отставке Джеймс Клеппер | 14 сентября 2001 — июнь 2006        |
| Вице-адмирал Роберт Марретт                     | 7 июля 2006 — июль 2010             |
| Летиция Лонг                                    | 9 августа 2010 — октябрь 2014       |
| Роберт Кардилло                                 | 3 октября 2014 — 7 февраля 2019     |
| Роберт Шарп                                     | 7 февраля 2019 — по настоящее время |